# John Nixon
Sir John E. Nixon (Brentford, 16 agosto 1857 – Saint-Raphaël, 15 dicembre 1921) è stato un generale britannico, comandante dell’Esercito dell'India Britannica.

## Biografia
Dopo aver studiato Rossall School ed all'Accademia militare di Sandhurst entra a far parte dell'Esercito dell'India Britannica.
Nel 1914 viene nominato comandante dell'Esercito del Sud in India, composto da quattro divisioni: la quarta divisione Quetta, la quinta divisione Mhow, la nona divisione Secunderabad, la divisione birmana e la brigata Aden.

## La prima guerra mondiale
Con l'ingresso in guerra dell'Impero ottomano nel novembre 1914 l'esercito britannico in India venne inviato in Mesopotamia per conquistare Bassora, in modo tale tra proteggere la zona petrolifera di Abadan
Pagine principale Campagna di Mesopotamia
Nixon, incaricato di prendere il controllo delle operazioni, decise di spingersi ulteriormente verso Baghdad al fine di occupare tutta la Mesopotamia.
Le forze ottomane, guidate da Khalil Pasha e Nur-Ud Din Pasha non erano ben equipaggiate e mancavano di rifornimenti. Enver Pasha, che di fatto aveva esautorato il sultano Mehmet V come leader dell'Impero ottomano, aveva infatti deciso di dare la priorità alla difesa del Caucaso, del Sinai e dei Dardanelli e considerava la Mesopotamia un teatro di guerra secondario.
Dal gennaio al settembre 1915 le truppe britanniche, capitanate dal generale Charles Vere Ferrers Townshend avanzarono fino al fiume Tigri conquistando Kut. 
Con la presa di Kut le forze britanniche si trovavano dunque a metà strada tra Bassora e Baghdad. Townshend suggerì di fermarsi ma Nixon ordinò di avanzare.
Le truppe ottomane, riorganizzatesi sotto la guida del Feldmaresciallo tedesco barone Colmar Freiherr von der Goltz, fermarono l'offensiva britannica a Ctesifonte, una ventina di chilometri a sud di Baghdad, costringendole ad una ritirata verso Kut.

## L'assedio di Kut
Arrivato a Kut, Townshed chiese a Nixon di proseguire la ritirata ma Nixon rifiutò. Raggiunto dalle forze ottomane, Townshend fu costretto ad asserragliarsi nella città di Kut attendendo rinforzi.
Nixon inviò dunque il generale Fenton Aymler in soccorso di Townshend ma Aymler venne durante sconfitto ad Hanna.
A seguito di questa disfatta Nixon venne rimosso al comando. Al suo posto venne nominato il generale Sir Percy Lake; anch'egli fallirà nel tentativo di liberare Kut e sarà a sua volta destituito.